# Adrian Cioroianu
Adrian Mihai Cioroianu (n. 5 ianuarie 1967, Craiova, România) este un autor, istoric, jurnalist, eseist și om politic român, care a ocupat funcția de ministru al afacerilor externe în cabinetul Tăriceanu (în perioada 5 aprilie 2007 - 15 aprilie 2008).
Profesor universitar la Facultatea de Istorie de la Universitatea București, el este autorul mai multor cărți de istorie a României (și în special de istorie a României comuniste). Este cunoscut și în calitate de coautor de manuale de liceu.
Membru al Grupului de Dialog Social, el s-a alăturat Partidului Național Liberal și a fost ales în Senatul României pentru județul Timiș în anul 2004. După aderarea României la Uniunea Europeană la 1 ianuarie 2007, el a îndeplinit funcția de europarlamentar, membru în Alianța Liberalilor și Democraților pentru Europa (ALDE) și vicepreședinte al Grupului ALDE din Parlamentul European. La data de 5 aprilie 2007, Cioroianu a devenit ministru al afacerilor externe în guvernul Tăriceanu remaniat. Din 2012 este decan al Facultății de Istorie a Universității din București.
Începând din anul 2013, Adrian Cioroianu este prezentatorul emisiunii 5 minute de istorie.
Începând din anul 2015, Adrian Cioroianu este ambasador al României pe lângă UNESCO.

## Biografie
Adrian Mihai Cioroianu s-a născut la data de 5 ianuarie 1967, în municipiul Craiova. A urmat cursurile Facultății de Istorie de la Universitatea București (1988-1993), masteratul în istorie ("Diplome d’Etudes et des Recherches Approfondies") la Universitatea Laval din Quebec, Canada (1996-1997) și cursuri de doctorat în istorie la Universiatea Laval din Quebec, Canada (1997-2002), finalizate prin susținerea tezei cu titlul Mitul, Imaginea și Cultul liderului în România comunistă. De asemenea, a fost și bursier al Colegiului Noua Europă (2001-2002).
După absolvirea facultății, a devenit cadru didactic la Facultatea de Istorie din cadrul Universității București, în prezent având gradul didactic de conferențiar. De asemenea, a fost profesor la Colegiul PRO din București (1998-2007), redactor la revista “Dilema veche” (1998-2007) și redactor la Gazeta Sporturilor. A realizat emisiunile "Ora de istorie" (Realitatea TV, 2001); "Chiasma. Dialoguri PAX" (PAX TV, 2003) și "Totul la vedere" (TVR 1).
Adrian Cioroianu a publicat studii și articole în următoarele ziare și reviste: "Lettre International", "Dosarele Istoriei", "Suplimentul de Cultură", "Ziua", "GEO" (ediția românească), "Sfera Politicii", "Cotidianul", "Revista 22", "Dilema veche", "Radio România", "Gazeta de Sud", "Monitorul de Neamț", "Adevărul de Arad", "Formula AS", "Evenimentul Zilei", "Opinia studențească", "Lumea Ieșeanului", "Cuget liber", "Revista de Politică Externă". Este membru al Grupului pentru Dialog Social și al Societății Timișoara.

## Scandalul manualelor alternative
Adrian Cioroianu este coautor al manualului de Istoria Românilor (Ed. RAO, 1999) și coautor al unor studii și cărți privind istoria contemporană a României. Manualele alternative de Istoria Românilor au generat controverse, Cioroianu fiind unul dintre cei care au apărat ideea de manual alternativ. Uneori atât el, cât și manualul la care a fost autor sunt confundați cu Sorin Mitu de la Facultatea de Istorie din Cluj și cu manualul său, care avea și o poză cu Andreea Esca.
Una dintre aparițiile publice ale sale din 1999, când mai multe manuale au fost tipărite, ca alternative la manualul unic editat de către Ministerul Educației și Culturii. Noile metode didactice și subiecte propuse în studierea Istoriei României au devenit centrul unei controverse, care au implicat, printre altele, manualele scrise de Cioroianu și de alți profesori universitari (Stelian Brezeanu, Florin Müller, Mihai Sorin Rădulescu și Mihai Retegan) pentru Editura RAO; cartea însăși a fost criticată pentru că a alocat un segment mai mare pentru Revoluția din decembrie 1989, Cioroianu explicând mai târziu că alegerea editorială a fost impusă de controversatele surse disponibile la acel moment.
Cioroianu a fost foarte criticat de către adversarii săi pentru metodele didactice folosite în manuale în decursul numeroaselor dezbateri publice și s-a situat de aceeași parte cu autorii celor mai inovative manuale, unul dintre acestea fiind cel publicat de Editura Sigma. El a adus argumente în mod repetat în favoarea autorilor (Sorin Mitu, Ovidiu Pecican, Lucia Copoeru, Virgiliu Țârău și Liviu Țârău), în dezbaterile cu jurnaliștii Marius Tucă și Octavian Paler la emisiunile de televiziune din acel an.
În timpul guvernului condus de către Adrian Năstase (2000-2004), Cioroianu a rămas un critic al politicilor Partidului Social Democrat în domeniul educației și a cerut revizuirea deciziei luate de ministrul educației, Ecaterina Andronescu, cu privire la restricționarea unor manuale care nu au primit aprobarea oficială.

## Controversa "Mari Români"
În toamna anului 2006, el a fost selectat de către TVR 1 pentru a lua parte la dezbaterea televizată pentru desemnarea celor mai mai români, în cursul căreia a analizat cariera Conducătorului Ion Antonescu din timpul celui de-al doilea război mondial; publicul îl selectase deja pe Antonescu ca unul dintre cei mai mari 10 români. Ca și alți intelectuali aleși să participe la această campanie, fiecare susținând pe unul din cei 10, Cioroianu a prezentat un scurt film documentar, fiind ulterior implicat în dezbaterile de la TVR 1 (în cursul celor două runde de votare).
Spre deosebire de ceilalți participanți, el l-a criticat pe Antonescu în loc să-l sprijine (cum prevedea regulamentul concursului), expunând, printre altele, crime de război împotriva comunității evreilor și țiganilor în perioada Holocaustului (din Transnistria și din alte părți), și faptul că i-a acordat ajutor nesolicitat lui Adolf Hitler (Vezi și România în al doilea război mondial), în timp ce argumenta că Antonescu a fost un politician mediocru.
Institutul Național pentru Studiul Totalitarismului (INST) din cadrul Academiei Române a reacționat cu privire la acest program, acuzând TVR 1 de montare a unei campanii deschise pentru a-l denigra pe Antonescu. S-a pus în discuție faptul că Cioroianu, membru al Comisiei de Cultură a Senatului, a acceptat să fie plătit din fonduri publice pentru a fi prezent la aceste dezbateri. Critici au venit și din partea cotidianului Ziua, care a întrebat TVR de ce nu a ales pentru a-l sprijini pe Antonescu o persoană publică cu vederi pozitive și a argumentat că Cioroianu s-a folosit de poziția sa pentru a face să le fie rușine celor care au votat pentru Antonescu.
În replică, Cioroianu a afirmat că a fost invitat în calitate de profesor de istorie, nu ca apărător al lui Antonescu sau ca senator, și a argumentat că versiunea sa provine din cercetările efectuate (afirmând că "lectura e cel mai bun leac împotriva mitologiilor și clișeelor de tot felul").

## Activitatea politică
Adrian Cioroianu a intrat în politică în anul 2002, devenind membru al PNL și preluând funcția de consilier al președintelui liberal de atunci, Theodor Stolojan. În urma alegerilor din noiembrie 2004 a fost ales senator de Timiș pe listele grupului parlamentar al Alianței „Dreptate și Adevăr PNL-PD“. În calitate de senator, a fost membru al Comisiei pentru cultură, artă și mijloace de informare în masă a Senatului României, îndeplinind pentru o perioadă funcția de vicepreședinte. De asemenea, este membru al Comisiei parlamentare de anchetă privind efectuarea unui control parlamentar asupra activității Societății Române de Televiziune și Societății Române de Radiodifuziune.
Împreună cu parlamentarii liberali Mona Muscă, Viorel Oancea și Mihăiță Calimente, Cioroianu a inițiat proiectul Legii lustrației (care prevedea interzicerea foștilor lideri ai PCR și ai UTC să dețină funcții publice pe o perioadă de cel puțin 10 ani). Varianta radicală propusă în același timp de către parlamentarii de la Partidul Inițiativa Națională, este o preluare a Proclamației de la Timișoara și a trecut de Senat în aprilie 2006.
În septembrie 2005 este desemnat ca observator la Parlamentul European de la Bruxelles. După aderarea României la Uniunea Europeană la 1 ianuarie 2007, el a îndeplinit funcția de europarlamentar, membru în Alianța Liberalilor și Democraților pentru Europa (ALDE) și vicepreședinte al Grupului ALDE din Parlamentul European. Ca europarlamentar a fost membru al Comisiei de politică externă a Parlamentului European. La Congresul Extraordinar al PNL din 12-13 ianuarie 2007, a fost ales vicepreședinte responsabil cu afacerile europene.
Din iunie 2008 a fost președinte interimar al PNL Timiș.

## Ministru al afacerilor externe

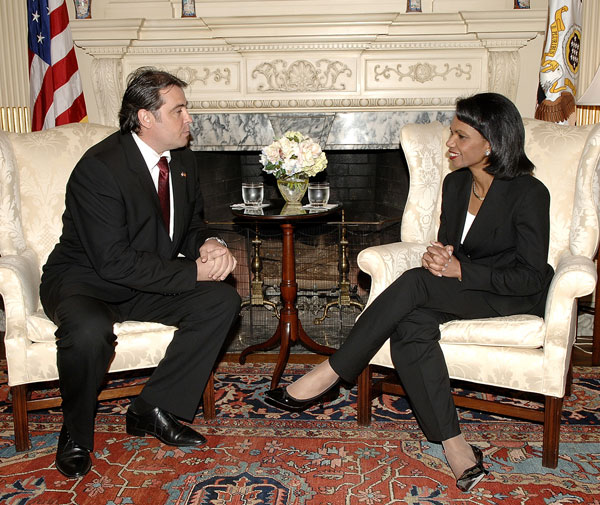
Adrian Cioroianu a întâlnit-o pe Condoleezza Rice la Washington, DC, la 13 iunie 2007

La data de 19 februarie 2007, la două săptămâni după demisia lui Mihai Răzvan Ungureanu, Partidul Național Liberal a înaintat președintelui României, Traian Băsescu, propunerea de numire în postul de ministru al afacerilor externe a senatorului Adrian Cioroianu . Deși conform art. 6 și 8.1 din Legea 90/2001, președintele României, la propunerea primului ministru, trebuia să ia act de încetarea calității de membru al Guvernului și să declare vacantă funcția de ministru în maximum 15 zile de la data depunerii demisiei, președintele Traian Băsescu a semnat decretul de eliberare din funcție a lui Mihai Răzvan Ungureanu, abia la 12 martie 2007. Cu toate acestea, președintele a refuzat să-l numească pe Adrian Cioroianu în funcția de ministru, spunând că îi lipsește experința necesară pentru a conduce acest minister. În luna martie, Tăriceanu a cerut Curții Constituționale să rezolve această dispută.
După un interimat asigurat de premierul Călin Popescu Tăriceanu (21 martie - 5 aprilie 2007), acesta din urmă a luat decizia de remaniere a guvernului , prin înlocuirea miniștrilor membri ai Partidului Democrat (partidul care fusese condus de Traian Băsescu). Astfel, după ce la 3 aprilie 2007 Comisia pentru Politică Externă a Parlamentului a avizat numirea sa ca ministru de externe, la data de 5 aprilie 2007, Adrian Cioroianu a fost numit în funcția de ministru al afacerilor externe.
În presă au fost menționate mai multe gafe diplomatice făcute de Adrian Cioroianu în calitate de ministru.
- La data de 13 iunie 2007, la întrevederea de la Washington cu secretarul de stat american Condoleeza Rice, Adrian Cioroianu a fost acuzat că nu a fost capabil să spună decât "Da, sigur" și "E corect".[14]
- La 29 iunie 2007, la Ohrid (Macedonia), a confundat Georgia cu Azerbaidjanul.[15]
- În octombrie 2007, într-un document european, a fost folosită sintagma "limba moldovenească", iar ministrul român a semnat actul fără să aibă nici o obiecție.[16][17]
- La 2 noiembrie 2007, în contextul acțiunilor rasiste antiromânești din Italia cauzate de uciderea de către romul român Nicolae Romulus Mailat a soției unui amiral italian pentru a o jefui, ministrul a afirmat într-o emisiune la Antena 3 că se gândește ca România ar trebui să cumpere un teritoriu în deșertul egiptean pentru a-i deporta pe infractorii români: "Acești oameni care comit astfel de fapte, aceștia nu (trebuie) trimiși în regim de celulă, cu televizor și cu ..., ar trebui puși la muncile cele mai dure și formate, probabil, batalioane din alea disciplinare. Nu știu dacă asta le-ar aduce mintea la cap sau nu. Dar, credeți-ma, eram, ieri, pe drumul dintre Alexandria și Cairo, la sfârșitul vizitei, îmi veneau știrile din țară, din păcate, pe SMS, pentru că nu puteam fi prins prin telefonia mobilă. Eram cam în plin deșert și mă gândeam dacă nu cumva am putea cumpăra un teren din deșertul ăla egiptean, să-i plasăm acolo pe cei care ne fac de râs." [18]. Intervievat ulterior, el a declarat că dorea să dea un alt sens mesajului și nu cel care s-a înțeles de presă, spunând că s-a referit de fapt la violatori și pedofili, după părerea sa, de "cea mai jos speță" [19].
- Tot în noiembrie 2007, aflat în vizită în Italia împreună cu premierul Tăriceanu pentru a vorbi cu comunitatea românească de acolo, ministrul Adrian Cioroianu a fost prezentat de televiziuni stând de vorbă cu Costică Argint, infractor căutat de Interpol, cu o mână pe umărul acestuia. Cioroianu a fost extrem de jovial cu Argint și i-a spus "Să trăiască domnul Argint!", după care l-a sărutat pe obraji.[20]
- La 27 noiembrie 2007, în timpul vizitei oficiale în Spania, șeful diplomației române a ignorat protocolul diplomatic și imediat după ce a fost prezentat regelui Spaniei, Juan Carlos, a făcut comentarii de apreciere la adresa suveranului. În timpul ceremonialului de primire, ministrul de externe i s-a adresat regelui Juan Carlos într-un limbaj care ar putea fi apreciat drept colocvial, spunând în engleză „Good point, good, good point" ("bine lovit sau bine țintit"), apoi a ridicat și degetul mare de la mâna dreaptă în sus, cu pumnul strâns în dreptul pieptului (semnificând OK).[21][22][23]
- La 12 martie 2008, în timpul vizitei oficiale a președintelui Traian Băsescu în Suedia, la invitația casei regale, Cioroianu a ajuns cu întârziere la întâlnirea cu oamenii de afaceri suedezi, la care au participat președintele Traian Băsescu și regele Suediei, Carl XVI Gustaf, încălcând eticheta care consideră ca o impolitețe intrarea după rege. De asemenea, surse din delegația română au afirmat că șeful diplomației românești ar fi întârziat câteva minute plecarea coloanei oficiale pentru a fuma o țigară.[24][25]

Ca urmare a scandalului provocat de cazul Crulic, pe data de 11 aprilie 2008, Adrian Cioroianu a demisionat din această funcție. Cu acest prilej, el a declarat că din toamna anului trecut nicio informație nu a ajuns pe masa ministrului, referitoare la situația reală în cazul Crulic, acuzându-l pe consulul României de la Varșovia, Ioan Preda, că a tratat cazul total neprofesionist. Primul-ministru Călin Popescu-Tăriceanu a acceptat în aceeași seară demisia lui.
„Este o demisie de onoare, în strânsă legătură cu deznodământul nefericit al cazului cetățeanului român Claudiu Crulic, mort în Polonia. (...) Am ales soluția demisiei de onoare tocmai ca semn al prețuirii pe care o am față de toți cei care muncesc într-adevăr, peste tot în lume, pentru țară și pentru ministerul pe care l-am condus. (...) Există, într-un astfel de caz, un preț politic care trebuie plătit. Nu vreau ca prieteni, colegi sau susținători liberali să plătească acest preț. În ultimele zile am primit nenumărate mesaje de solidaritate din partea unor colegi din guvern sau din Partidul Național Liberal, din minister sau pur și simplu din societatea românească în sens larg. Am primit mesaje de la membri ai Parlamentului European, care încă mă consideră ca fiind colegul lor. Le mulțumesc tuturor. M-am gândit mult în ultimele zile. Și chiar dacă știu că, din punct de vedere tehnic, nu am nicio vină, mă gândesc totuși că a fost în joc viața unui om. Acesta nu este un detaliu, ci este singurul lucru care contează într-adevăr. Nu contează dacă el era un hoț recidivist sau un om nevinovat. Este vorba, pur și simplu, despre o viață de om. Iar o viață de om este cu mult mai importantă decât mandatul unui ministru.”—Adrian Cioroianu

## Situația familială
Adrian Cioroianu a fost căsătorit timp de 10 ani cu Luminița, traducătoare de limba engleză, de care a divorțat în anul 2003. Cei doi au împreună un băiat, Mihai. Ulterior, a fost căsătorit și cu Daniela Nane, actriță a Teatrului Bulandra din București, de care a divorțat în 2022.

## Lucrări publicate
- Arhiva Durerii - în colaborare cu Lucian Boia și Tom Sandqvist. Editura Fundația Academia Civică, 2000
- Scrum de secol. O sută una povești suprapuse. București, Editura Curtea Veche Publishing, 2001
- Focul ascuns în piatră. Despre istorie, memorie și alte vanități contemporane. Iași, Editura Polirom, 2002
- Ce Ceaușescu qui hante les Roumains. Le mythe, les representations et le culte du Dirigeant dans la Roumanie communiste. Editions Curtea Veche et AUF, 2004
- Pe umerii lui Marx. O introducere în istoria comunismului românesc. București, Editura Curtea Veche Publishing, 2005
- Sic transit gloria... Cronica subiectivă a unui cincinal în trei ani și jumătate". Iași, Editura Polirom, Colecția Ego, Publicistica, 2006
- Geopolitica Matrioșkăi, Rusia postsovietică în noua ordine mondială. București, Editura Curtea Veche Publishing, 2009 [31]
- Visul lui Machiavelli. 150 de povești despre lucruri pentru care ați putea renunța la Paradis. București, Editura Curtea Veche Publishing, 2010 și versiune ebook, 2013
- Epoca de aur a incertitudinii. București, Editura Curtea Veche Publishing, 2011 [32]
- Adulter cu smochine și pescăruși. București, Editura Curtea Veche, 2012 [33]
- Cea mai frumoasă poveste. Vol. I. Câteva adevăruri simple despre istoria românilor. București, Editura Curtea Veche Publishing, 2013
- Maria a României. Regina care a iubit viața și patria (împreună cu Mihaela Simina). București, Editura Curtea Veche Publishing, 2015
- Carol I. Primul și cel mai mare rege al românilor (împreună cu Andrei Radu). București, Editura Curtea Veche Publishing, 2015
- Cea mai frumoasă poveste. Vol. II. Nu putem evada din istoria noastră. București, Editura Curtea Veche Publishing, 2016
- Mihai I al României. Un rege cu onoare, loialitate și credință (împreună cu Mihaela Simina). București, Editura Curtea Veche Publishing, 2016
- Elena a României. Regina mamă, regina suferinței și a speranței (împreună cu Alexandru Groza). București, Editura Curtea Veche Publishing, 2017
- Maragreta a României. O principesă în serviciul țării regăsite. București, Editura Curtea Veche Publishing, 2017
- Cea mai frumoasă poveste. Vol. III. O țară se construiește zi de zi. București, Editura Curtea Veche Publishing, 2019
- Carol al II-lea. Un rege român sub povara epocii sale (împreună cu Eduard Matei). București, Editura Curtea Veche Publishing, 2019
- Elisabeta - Carmen Sylva. Prima regină a României, suverana artistă (împreună cu Oana Mihăilă). București, Editura Curtea Veche Publishing, 2019
- Frumoasă era Sena pe sub florile mele. Notele unui ambasador român la Paris între Bataclan 15 și COVID-19. București, Editura Curtea Veche Publishing, 2023

## Filme realizate
- Un secol pentru România, 2013 [34]